# BoA Arena Tour 2007 Made in Twenty(20)
BoA Arena Tour 2007 Made in Twenty(20) – album wideo koreańskiej piosenkarki BoA wydany 8 sierpnia 2007 roku.

## Notowania na listach przebojów
| Kraj    | Lista (2007) | Najwyższa pozycja |
| ------- | ------------ | ----------------- |
| Japonia | DVD Chart    | 3                 |